# Maçãs de Dona Maria
Maçãs de Dona Maria é uma povoação portuguesa sede da freguesia homónima do município de Alvaiázere, freguesia com 24,54 km² de área e 1495 habitantes (censo de 2021), tendo, por isso, uma densidade populacional de 60,9 hab./km².
Deve o seu nome ao facto de ter pertencido a D. Maria Pais Ribeira, amante de D. Sancho I de Portugal, que lha doou.

## História
Foi vila e sede de concelho entre 1514 e 1855, quando foi integrado em Figueiró dos Vinhos. Durante a época moderna, era uma das «Cinco Vilas» da Comarca de Chão de Couce (juntamente com Aguda, Avelar, Chão de Couce e Pousaflores), tendo todas recebido foral em simultâneo (12 de Novembro de 1514). Era composto, em 1801, apenas pela freguesia da sede. No início do século XIX foram-lhe anexadas as freguesias de Aguda e Arega. Tinha, em 1849, 4864 habitantes e 91 km².

## Demografia
Nota: Nos anos de 1864 a 1890, pertencia ao concelho de Figueiró dos Vinhos. Passou para o concelho de Ansião por decreto de 7 de setembro de 1895 e por decreto de 13 de janeiro de 1898 passou, por ora, para o actual concelho (atual município) de Alvaiázere.
A população registada nos censos foi:
| Distribuição da População por Grupos Etários | Distribuição da População por Grupos Etários | Distribuição da População por Grupos Etários | Distribuição da População por Grupos Etários | Distribuição da População por Grupos Etários |
| -------------------------------------------- | -------------------------------------------- | -------------------------------------------- | -------------------------------------------- | -------------------------------------------- |
| Ano                                          | 0-14 Anos                                    | 15-24 Anos                                   | 25-64 Anos                                   | > 65 Anos                                    |
| 2001                                         | 287                                          | 287                                          | 999                                          | 604                                          |
| 2011                                         | 183                                          | 181                                          | 854                                          | 617                                          |
| 2021                                         | 103                                          | 122                                          | 663                                          | 607                                          |

## Lugares da freguesia
Além da povoação sede da freguesia, esta tem ainda as seguintes localidades:
- Alqueidão
- Amieiras
- Barqueiro
- Barro Branco
- Cabaços
- Cabeças
- Cabreira
- Calçada
- Campino
- Caneiro
- Carvalhal
- Casais
- Casal Agostinho Alves
- Casal Novo
- Casal dos Serralheiros
- Casal de São Neutel
- Charneca
- Conhal
- Cumeada
- Ferrarias
- Fonte Galega
- Lagos
- Lomba
- Matos
- Melgaz
- Nexebra
- Outeiro
- Palheiros
- Pardinheira
- Pipa
- Porto de São Simão
- Pereiro
- Redouças
- Relvas
- Ribeira Velha
- Serra
- Soutinho
- Tapada
- Tojeira
- Vale do Mendo
- Vale do Paio
- Vale do Senhor
- Vale de Tábuas
- Várzea
- Venda Nova
- Vendas de Maria
- Vila
- Vinha Grande

## Património
- Igreja Matriz de São Paulo
- Capela de São Neutel
- Capela de São Brás
- Capela de São Sebastião
- Capela de São Brás das Terrarias
- Capela de Santo Amaro
- Fonte do Pereiro em Maçãs de Dona Maria
- Pelourinho de Maçãs de Dona Maria
- Cruzeiro Filipino de Maçãs de Dona Maria
- Cemitério Antigo de Maçãs de Dona Maria

## Personalidades ilustres
- Fernando Lopes (1935—2012), cineasta português